# Flughafen Marseille Provence

i7
i11
i13
Der Flughafen Marseille Provence (französisch Aéroport Marseille Provence, Markenauftritt AMP, IATA-Code: MRS, ICAO-Code: LFML) ist der internationale Flughafen der französischen Stadt Marseille. Vom Passagieraufkommen lag er 2024 nach Paris-Charles-de-Gaulle, Paris-Orly und Nizza an vierter Stelle unter den französischen Flughäfen.

## Lage und Verkehrsanbindung

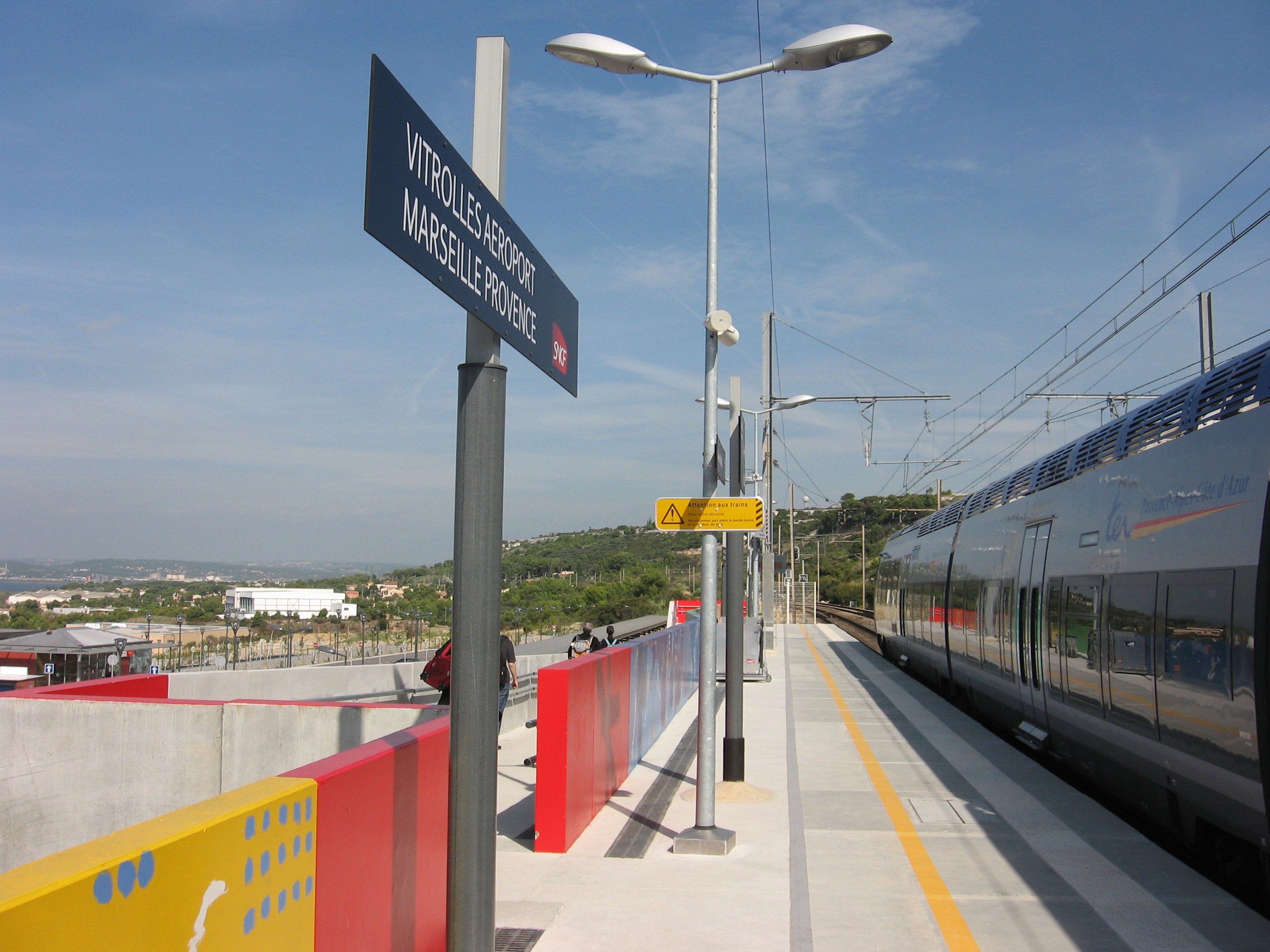
Bahnhof Vitrolles Aéroport Marseille Provence

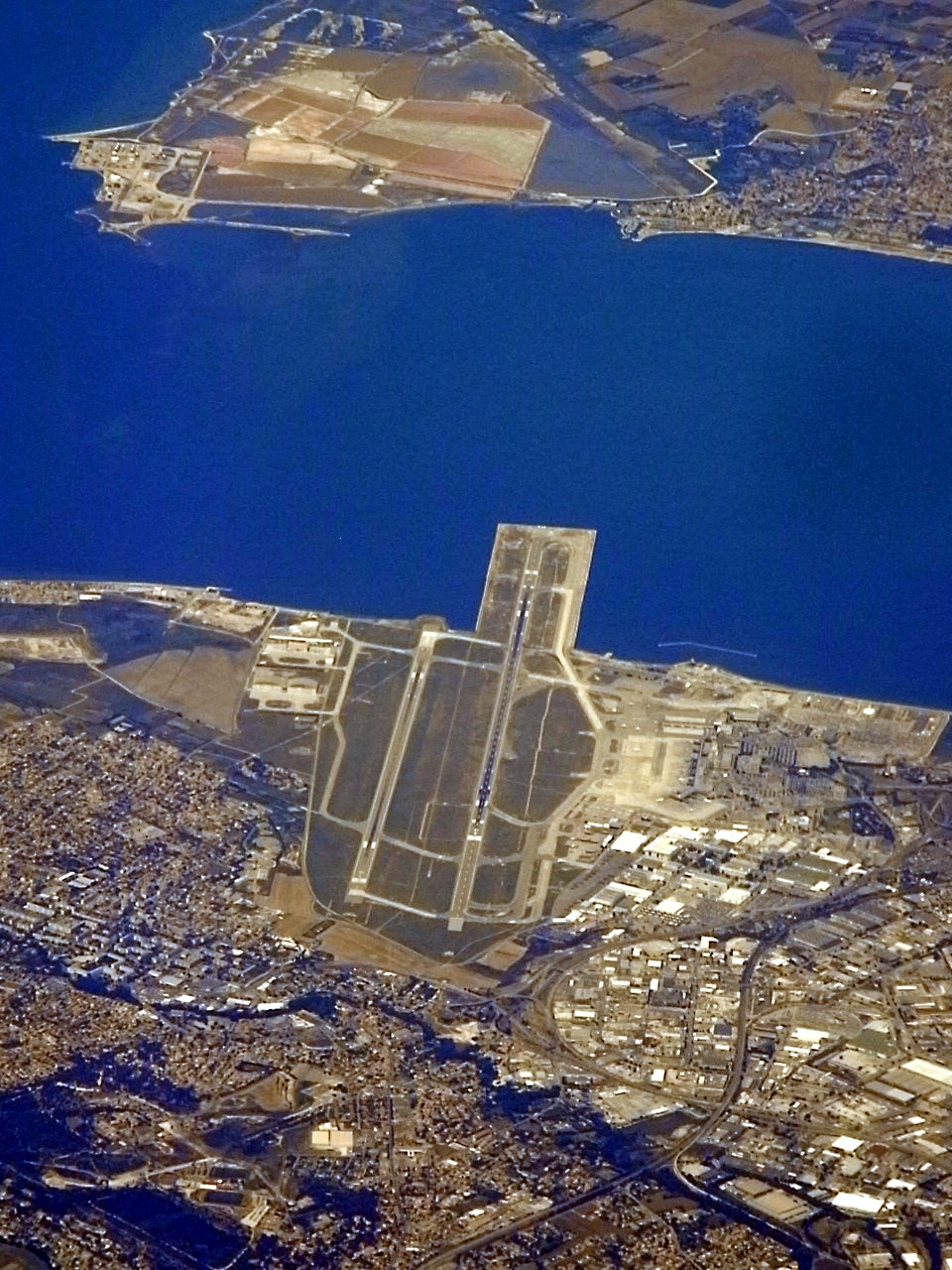
Luftaufnahme

Der Flughafen liegt im Département Bouches-du-Rhône (Ordnungsnummer 13), 20 Kilometer nordwestlich von Marseille auf dem Gebiet der Gemeinden Saint-Victoret, Vitrolles und Marignane am Étang de Berre, weshalb er vor Ort schlicht Marignane genannt wird. Beim Anflug der Pisten in Betriebsrichtung 31 wird die Hügelkette Chaîne de l’Estaque kurz vor der Landung in relativ niedriger Höhe überflogen.

### Bahn
Der nächstgelegene Bahnhof ist Vitrolles Aéroport Marseille Provence an der Bahnstrecke Paris–Marseille in circa 1,2 Kilometer Entfernung. Ein kostenloser Shuttlebus zwischen Terminal und Bahnhof ermöglicht den Anschluss an das Netz des TER Provence-Alpes-Côte d’Azur.

### Bus
Ab Hauptbahnhof Marseille-Saint-Charles (Verbindungen tagsüber alle 10 Minuten, früh morgens und spät abends alle 20 Minuten ab dem im Bahnhof integrierten Busbahnhof) sowie ab Aix-en-Provence (meist im 30-Minuten-Takt). Täglich werden 200 Busverbindungen zu insgesamt 75 Orten angeboten.

### Straße
Aus Marseille kommend über die Autoroute A 7 bzw. A 55, aus Richtung Aix-en-Provence über die D 9.

## Geschichte
Der Flughafen wurde am 22. Oktober 1922 eingeweiht, nachdem Pläne, den Flughafen in der Nähe des heutigen Stadtstrandes Prado zu bauen, frühzeitig gescheitert waren. Während des Zweiten Weltkrieges wurde der Flughafen im Jahre 1944 von deutschen Bomben nahezu vollständig zerstört und erst im Jahre 1961 wieder eröffnet.
Zuvor wurde er nach der Besetzung Vichy-Frankreichs Ende 1942 durch die deutsche Wehrmacht ein Flugplatz der deutschen Luftwaffe. Zur Luftverteidigung lag hier zwischen Mitte März 1943 und Mitte Juni 1944 zum Beispiel die erste Staffel der mit Bf 109F/G ausgerüsteten Jagdgruppe Süd, Anfang Juni kurzzeitig verstärkt durch die vierte Staffel. Diese kehrte im September zurück und blieb diesmal bis Mai 1944 in Marseille, die später auch die Fw 190 flog. Im Mai/Juni 1944 kam die erste Staffel der Jagdgruppe West hinzu.
Zwischen 1963 und 2017 beherbergte Marignane die heute in Nîmes beheimatete Base d’avions de la Sécurité Civile des Zivilschutzes, auf der insbesondere die französischen Feuerlöschflugzeuge stationiert waren.
Eine umfassende Modernisierung wurde 1996 abgeschlossen. Nach Eröffnung der nahegelegenen TGV-Strecke LGV Méditerranée von Marseille nach Valence im Jahre 2001, die Marseille in drei Stunden mit Paris verbindet, kam es in Verbindung mit den Terroranschlägen des 11. September 2001 zu einem Einbruch der Passagierzahlen. Im September 2006 eröffnete das neue Terminal MP² für Billigfluggesellschaften.

## Betreiber und Abfertigungsgesellschaften
Zwischen 1934 und dem 14. Mai 2014 war die regionale Handelskammer Chambre de commerce et d’industrie (CCI) Marseille Provence Betreiberin des Flughafens, bis anschließend die neu gegründete Aktiengesellschaft Aéroport Marseille Provence SA den Betrieb übernahm. Die Betreibergesellschaft erwirtschaftete im Geschäftsjahr 2014 bei einem Umsatz von 128,9 Millionen Euro einen Jahresüberschuss von 8,878 Millionen Euro, 2015 bei einem Umsatz von 130,2 Millionen Euro einen Überschuss von 8,6 Millionen Euro und beschäftigt 370 Mitarbeiter.
Als Abfertigungsgesellschaft ist unter anderem Aviapartner vertreten.

## Zwischenfälle
- Am 15. Januar 1946 wurde eine Douglas DC-3/C-47B der britischen Royal Air Force (RAF) (Luftfahrzeugkennzeichen KN557) bei widrigem Wetter 8 Kilometer südlich des Flughafens Marseille-Marignane in einen Hügel geflogen. Bei diesem CFIT (Controlled flight into terrain) wurden 25 der 27 Insassen getötet, alle vier Besatzungsmitglieder und 21 Passagiere.[6]

- Am 26. Oktober 1946 wurde eine Amiot AAC.1 (in Frankreich gebaute Junkers Ju 52/3m) der Transports Aériens Intercontinentaux (TAI) (F-BBYL) am Flughafen Marseille irreparabel beschädigt. Über Personenschäden ist nichts bekannt.[7]

- Am 4. Februar 1948 wurde eine Sud-Est SE.161/P7 Languedoc der Air France (F-BATK) am Flughafen Marseille-Marignane als Totalschaden abgeschrieben. Nähere Einzelheiten sowie Informationen über Personenschäden sind nicht bekannt.[8]

- Am 30. Juli 1950 brach an einer Sud-Est SE.161/P7 Languedoc der Air France (F-BCUI) bei der Landung auf dem Flughafen Marseille-Marignane das Fahrwerk zusammen. Alle 31 Insassen, sieben Besatzungsmitglieder und 24 Passagiere, überlebten den Totalschaden.[9]

- Am 6. Februar 1989 stürzte eine Vanguard 952F der Inter Cargo Service (Kennzeichen F-GEJE) unmittelbar nach dem Start vom Flughafen Marseille-Marignane ins Meer. Alle 3 Besatzungsmitglieder kamen dabei ums Leben. Royal Air Maroc hatte die Maschine von Inter Cargo Service für einen Frachtflug nach Paris-Orly geleast. Unfallursache war eine gerissene oder gelöste Steuerkette im Antrieb des linken Querruders (siehe auch Inter-Cargo-Service-Flug 3132).[10]

- Am 24. Dezember 1994 wurde ein Airbus A300B2-1C der Air France (F-GBEC) auf dem Flughafen Algier durch 4 Mitglieder der islamistischen Terroristenorganisation „GIA (Groupe Islamique Armee)“ entführt. Dort ermordeten die Entführer bereits drei Passagiere. Geplant war, das Flugzeug über Paris abstürzen zu lassen. Zwei Tage später wurde die Maschine zum Flughafen Marseille geflogen. Dort wurde das Flugzeug am Abend durch eine Spezialeinheit gestürmt. Während eines 20-minütigen Feuergefechtes tötete diese die vier Entführer; einige Passagiere sowie die Piloten wurden verletzt. Das Flugzeug wurde irreparabel beschädigt.[11]